# Othonia
La lex Othonia va ser una antiga llei romana atribuïda a un tribú de la plebs de nom Otó, i de data incerta. Ordenava que el que no tingués 400 sestercis de capital no es podia asseure als espectacles entre les persones pertanyents a l'orde eqüestre, però podien ocupar cadira en les 14 graderies reservades a aquesta orde si tenia un capital superior a aquella quantitat fins i tot si eren lliberts. Tenia per finalitat abolir alguns drets de la noblesa en benefici de la plebs.